# باول أندرسون
باول أندرسون (28 أبريل 1966 - ) (بالإنجليزية: Paul Anderson)‏ هو لاعب كريكت بريطاني.